# کاندامو
کاندامو دهستانی در استان آستوریاس اسپانیا است.
در این دهستان ۲٬۵۰۳ نفر زندگی می‌کنند. مساحت این دهستان ۷۱٫۹۷ کیلومتر مربع است.